# Courteuil
Courteuil – miejscowość i gmina we Francji, w regionie Hauts-de-France, w departamencie Oise.
Według danych na rok 1990 gminę zamieszkiwało 558 osób, a gęstość zaludnienia wynosiła 105 osób/km² (wśród 2293 gmin Pikardii Courteuil plasuje się na 493. miejscu pod względem liczby ludności, natomiast pod względem powierzchni na miejscu 844.).